# Kadiwal(Inam), Hungund
Kadiwal(Inam) là một làng thuộc tehsil Hungund, huyện Bagalkot, bang Karnataka, Ấn Độ.